# Сиротино (посёлок, Луганская область)
Сиротино — посёлок на Украине в составе Северодонецкого горсовета Луганской области. Расположен в пойме реки Северский Донец у озера Клешня (в русле Северского Донца).

## История
28 октября 1938 года Сиротино получило статус посёлка городского типа.
В январе 1989 года численность населения составляла 1248 человек.
В 2000-е годы в Сиротино было завершено строительство уличных газопроводов и посёлок был газифицирован.
На 1 января 2013 года численность населения составляла 1619 человек.
По состоянию на 2020 год в посёлке проживает 1604 человека.

## Образование
- средняя школа № 7

## Экономика
Несколько туристических баз и предприятия пищевой промышленности.
Центральная усадьба ГП «Северодонецкое лесоохотничье хозяйство».
В центре расположены 3 магазина.